# Lilla grevinnan
Lilla grevinnan (danska: Komtessen) är en dansk film från 1961 i regi av Anker Sørensen och Erik Overbye. Huvudrollen spelas av Malene Schwartz.

## Rollista i urval
- Malene Schwartz - Betina Mortensen
- Mimi Heinrich - grevinnan Maria Hardenborg
- Birgitte Federspiel - Sonja Hardenborg
- Ebbe Langberg - greve Flemming Hardenborg
- Emil Hass Christensen - greve Otto Hardenborg
- Poul Reichhardt - skogvaktare Frank Jensen
- Henning Palner - baron Torben
- Knud Hallest - Adolph Rytting
- Kjeld Jacobsen - trädgårdsmästare Kresten Kyle
- Maria Garland - föreståndarinnan frk. Joransen
- Else-Marie - barnmorskan Willumsen
- Lily Broberg - tjänsteflickan Ragnhild
- Anne Werner Thomsen - Harriet
- Signi Grenness - Agnes Rytting
- Inge Ketti - Oda
- Else Hvidhøj - frk. Iversen
- Bendt Rothe - Högsta domstols advokaten Skotterup
- Henry Nielsen - polisen Henrik
- Hugo Herrestrup - kadetten
- Michael Flach - Harry Kyle
- Lili Heglund - frk. Ravn
- Bent Bentzen - ryttmästaren
- Henry Lohmann - chaufför Møller
- Ego Brønnum-Jacobsen - Monoklen
- Børge Møller Grimstrup - Hansen